# Frederic VI de Suàbia
Frederic VI de Hohenstaufen (1167 - 20 de gener de 1191) va ser duc de Suàbia des de 1170 fins a la seva mort al setge d'Acre, a la Tercera Croada.
Era el tercer fill de l'emperador Frederic Barba-roja i Beatriu, comtessa de Borgonya. Va heretar el ducat familiar de Suàbia a la mort del seu germà gran (el segon fill heretaria el títol imperial). Al rebre el ducat es va fer canviar el nom que havia nascut al néixer (Conrad) pel tradicional de la nissaga Frederic.
Va estar casat (o només promés) amb la princesa Constança d'Hongria, però no van tenir descendència coneguda.